# The Replacements (banda)
The Replacements foi uma banda de rock alternativo fundada no ano de 1979 em Minneapolis. Sua música foi inspirada no punk rock e embora nunca popular, conseguiu causar grande impacto no cenário alternativo.

## Membros
- Paul Westerberg (1979−1991)
- Bob Stinson (1979−1986); substituído por Slim Dunlap (1987−1991)
- Tommy Stinson (1979−1991)
- Chris Mars (1979−1991); substituído por Steve Foley (1991)

## Discografia

### Álbuns de estúdio
- Sorry Ma, Forgot to Take Out the Trash (TwinTone, 1981)
- Hootenanny (TwinTone, 1983)
- Let It Be (TwinTone, 1984)
- Tim (Sire, 1985)
- Pleased to Meet Me (Sire, 1987)
- Don't Tell a Soul (Sire/Reprise, 1989)
- All Shook Down (Sire, 1990)

### EP
- Stink (TwinTone, 1982)
- Songs for Slim (2013)

### Singles
- "I'm in Trouble" (TwinTone, 1981)
- "Color Me Impressed" (TwinTone, 1983)
- "I Will Dare" (TwinTone, 1984)
- "Bastards of Young" (Sire, 1985)
- "Kiss Me on the Bus" (Sire, 1985)
- "Can't Hardly Wait" (Sire, 1987)
- "Alex Chilton" (Sire, 1987)
- "The Ledge" (Sire, 1987)
- "Skyway" (Sire, 1988)
- "Cruella DeVille" (Sire, 1988) #11
- "I'll Be You" (Sire/Reprise, 1989) #1
- "Back to Back" (Sire/Reprise, 1989) #28
- "Achin' to Be" (Sire/Reprise, 1989) #22
- "Merry Go Round" (Sire, 1990) #1
- "Someone Take the Wheel" (Sire, 1990) #15
- "When It Began" (Sire, 1991) #4

### Coletâneas
- Boink!! (TwinTone, 1986)
- All for Nothing/Nothing for All (Sire, 1997)
- Don't You Know Who I Think I Was? - The Best of the Replacements (Rhino, 2006)